# Mjedenik
Mjedenik (cyr. Мједеник) – wieś w Bośni i Hercegowinie, w Republice Serbskiej, w gminie Gacko. W 2013 roku liczyła 22 mieszkańców.